# Psychotria opima
Psychotria opima är en måreväxtart som beskrevs av Paul Carpenter Standley. Psychotria opima ingår i släktet Psychotria och familjen måreväxter. Inga underarter finns listade i Catalogue of Life.